# Luke Roberts

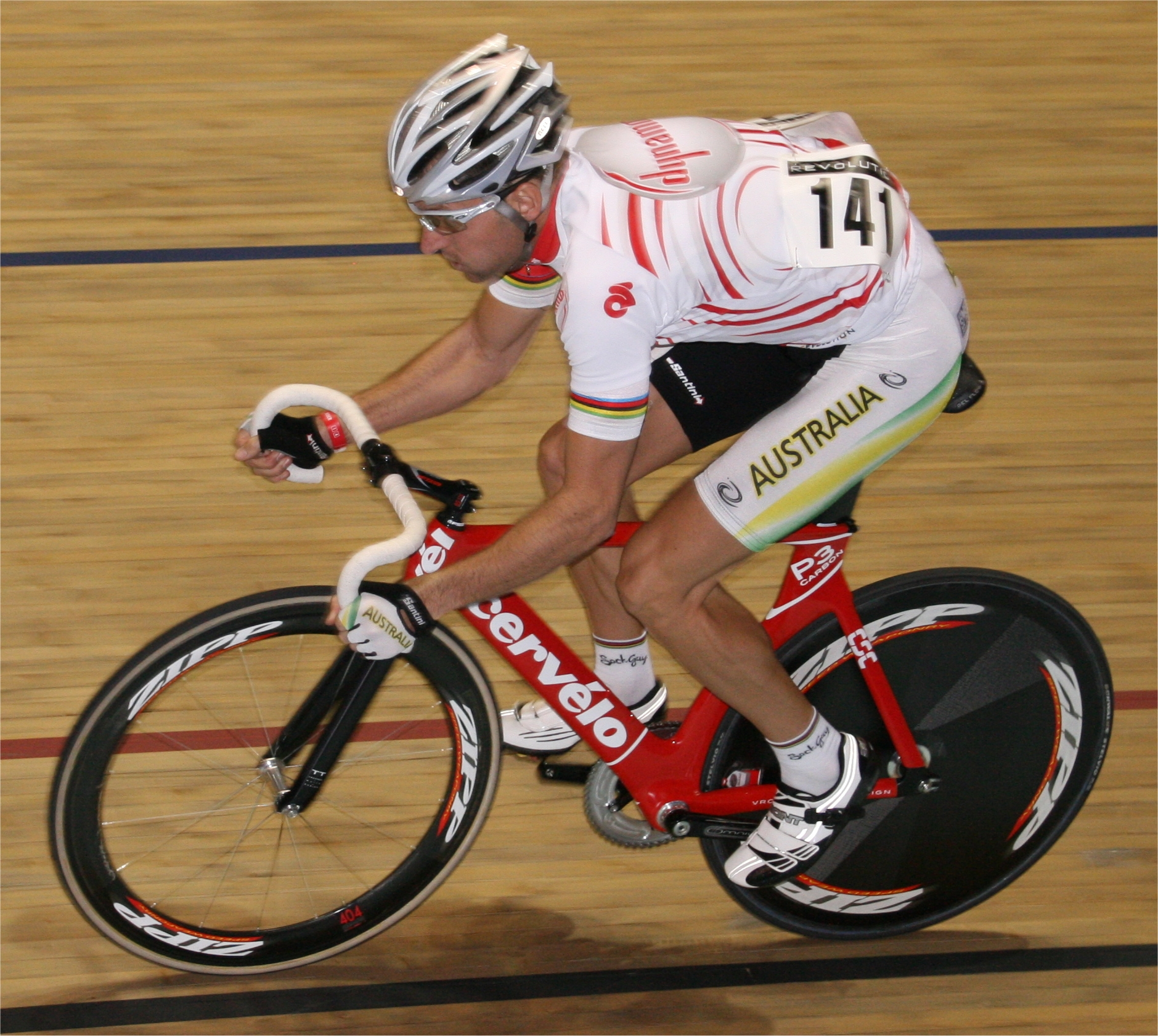
Roberts bei der „Revolution“ 2009

Luke Roberts (* 25. Januar 1977 in Adelaide) ist ein australischer Sportlicher Leiter und ehemaliger Radrennfahrer. Zu seinen größten Erfolgen als Aktiver gehören drei Weltmeistertitel und ein Olympiasieg in der Mannschaftsverfolgung.

## Sportliche Karriere
Zu Beginn seiner Karriere war Luke Roberts zunächst auf der Bahn erfolgreich. Als Junior wurde er 1994 mit dem australischen Team Bahnweltmeister in der Mannschaftsverfolgung. Diesen Erfolg wiederholte er 1995 und wurde außerdem Juniorenweltmeister in der Einerverfolgung. Im Erwachsenenbereich wurde er drei Mal Weltmeister in der Mannschaftsverfolgung: 2002 in Kopenhagen, 2003 in Stuttgart und 2004 in Melbourne.
Bei den UCI-Bahn-Weltmeisterschaften 2003 in Stuttgart konnte das australische Team mit neuem Weltrekord den Titel in der 4000-m-Mannschaftsverfolgung verteidigen. Zusammen mit Graeme Brown, Peter Dawson und Brett Lancaster fuhr das Team mit Roberts im Finale eine Zeit von 3:57,185 Minuten.
2002 und 2003 gewann Roberts außerdem Silber in der Einerverfolgung. Bei den Olympischen Spielen 2004 in Athen gewann er mit seiner Mannschaft, die in der ersten Runde des Turniers einen neuen Weltrekord aufstellte, die Goldmedaille.
Nach diesen Erfolgen widmete sich Roberts schwerpunktmäßig dem Straßenradsport und wechselte vom deutschen Continental Team ComNet-Senges zum dänischen ProTeam CSC des Siegers der Tour de France 1996 Bjarne Riis. Für diese Mannschaft nahm er 2005 zum ersten Mal an der Tour de France teil und beendete das Rennen als 102. Die Tour de France 2010 bestritt Roberts für das Team Milram und wurde 103.
In den Saisons 2013 und 2014 fuhr er für das Team Stölting. Im Bahnradsport gewann er 2009 das Sechstagerennen von Grenoble.

## Berufliches
Im Mai 2014 bestritt Roberts beim ProRace Berlin sein letztes Straßenrennen und wurde Sportlicher Leiter beim Team Stölting. Bevor er in dieser Funktion zum Professional Continental Team Cult Energy Vital Water wechselte, bestritt er im Winter 2014/2015 noch Sechstagerennen. Nach Ablauf eines Jahres wechselte er in die Sportliche Leitung des UCI WorldTeams Giant-Alpecin, seit 2017 Team Sunweb.
Roberts lebt mit seiner Familie in Kerpen bei Köln (Stand 2014).

## Erfolge

### Bahn
2002
- Weltmeister – Mannschaftsverfolgung (mit Peter Dawson, Brett Lancaster, Stephen Wooldridge und Mark Renshaw)
- Weltmeisterschaft Einerverfolgung

2003
- Weltmeister – Mannschaftsverfolgung (mit Graeme Brown, Peter Dawson, Brett Lancaster und Stephen Wooldridge)
- Weltmeisterschaft Einerverfolgung

2004
- Olympische Spiele – Mannschaftsverfolgung (mit Peter Dawson, Graeme Brown, Brett Lancaster, Bradley McGee und Stephen Wooldridge)
- Weltmeister – Mannschaftsverfolgung (mit Peter Dawson, Ashley Hutchinson und Stephen Wooldridge)

2009
- Sechstagerennen Grenoble (mit Franco Marvulli)

### Straße
2001
- eine Etappe Tour Down Under

2003
- eine Etappe Ringerike Grand Prix
- Prolog und eine Etappe Giro del Veneto e delle Dolomiti

2004
- eine Etappe Normandie-Rundfahrt
- eine Etappe Rheinland-Pfalz-Rundfahrt

2006
- eine Etappe 3 Länder-Tour

2008
- eine Etappe Giro del Capo

2010
- eine Etappe Murcia-Rundfahrt

2011
- Bergwertung Tour Down Under

2013
- Prolog Istrian Spring Trophy

## Platzierungen bei den Grand Tours
| Grand Tour            | 2005 | 2006 | 2007 | 2008 | 2009 | 2010 | 2011 | 2012 |
| --------------------- | ---- | ---- | ---- | ---- | ---- | ---- | ---- | ---- |
| Giro d’ItaliaGiro     | –    | –    | –    | –    | –    | 124  | –    | 115  |
| Tour de FranceTour    | 102  | –    | –    | –    | –    | 103  | –    | –    |
| Vuelta a EspañaVuelta | –    | –    | –    | –    | –    | –    | –    | –    |